# یاکسمانگتسه
یاکسمانگتسه (به لاتین: Jaksmanice) یک روستا در لهستان است که در گمینا مدکا واقع شده‌است.